# Alvin (Texas)
Alvin es una ciudad ubicada en el condado de Brazoria en el estado estadounidense de Texas. En el Censo de 2010 tenía una población de 24.236 habitantes y una densidad poblacional de 364,97 personas por km².

## Geografía
Alvin se encuentra ubicada en las coordenadas 29°25′38″N 95°13′31″O / 29.42722, -95.22528. Según la Oficina del Censo de los Estados Unidos, Alvin tiene una superficie total de 66.4 km², de la cual 62.91 km² corresponden a tierra firme y (5.26%) 3.49 km² es agua.

## Demografía
Según el censo de 2010, había 24.236 personas residiendo en Alvin. La densidad de población era de 364,97 hab./km². De los 24.236 habitantes, Alvin estaba compuesto por el 79.43% blancos, el 3.07% eran afroamericanos, el 0.57% eran amerindios, el 0.89% eran asiáticos, el 0.02% eran isleños del Pacífico, el 13.46% eran de otras razas y el 2.57% pertenecían a dos o más razas. Del total de la población el 36.17% eran hispanos o latinos de cualquier raza.

## Educación

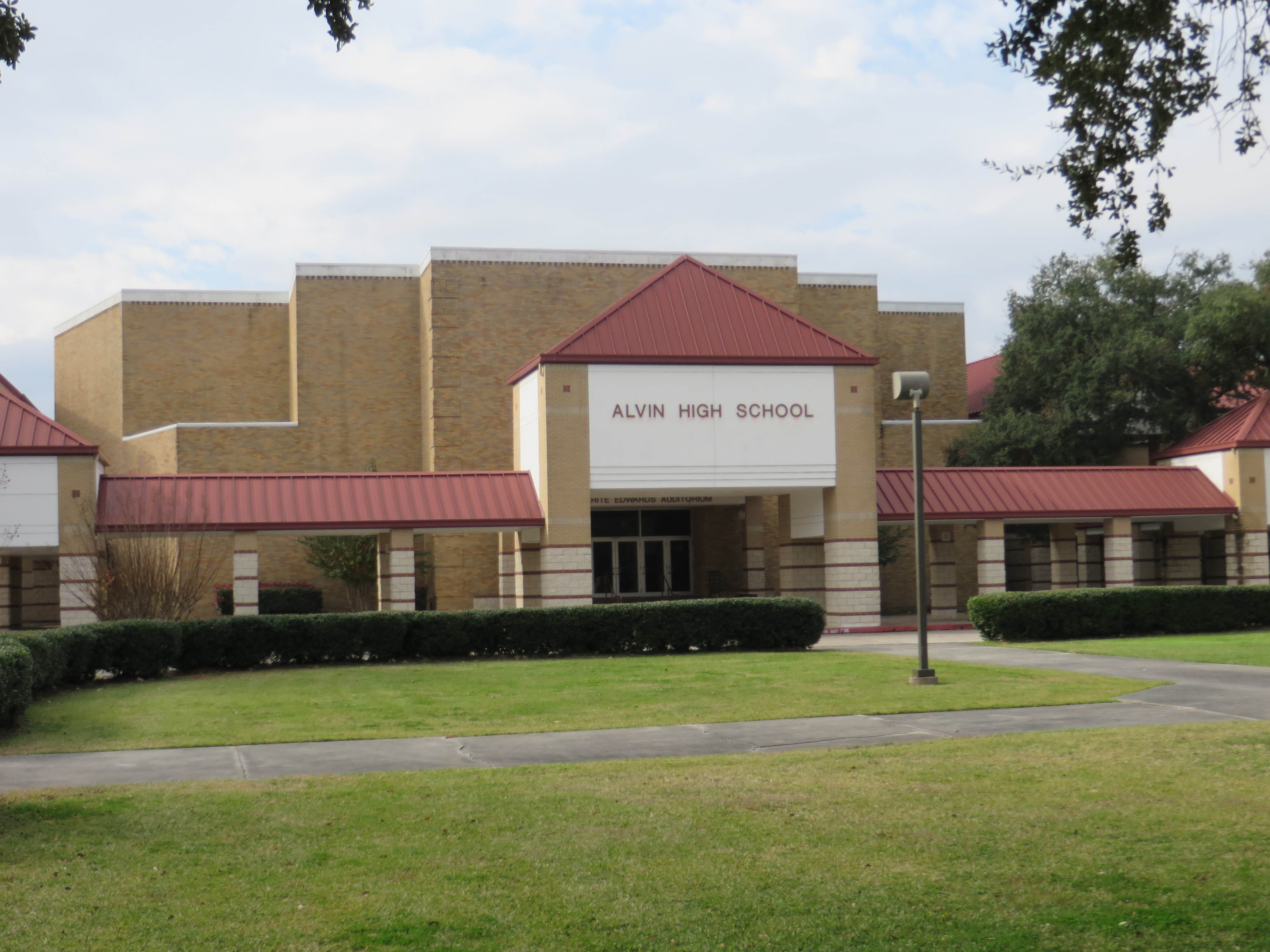
Escuela Secundaria de Alvin (EN)

El Distrito Escolar Independiente de Alvin gestiona escuelas públicas.